# Guillem de Llívia

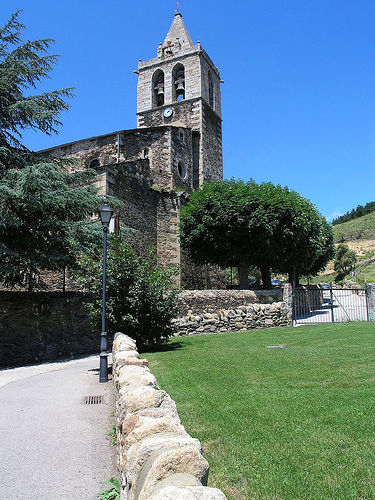
L'église de Llívia

Guillem de Llívia ou saint Guillem, peut-être né dans le comté de Toulouse et mort à Sant Jaume d'Alf, près de Llívia (Catalogne), est un personnage semi-légendaire du XIe siècle et vénéré comme un saint en Cerdagne.

## Légende
La légende présente Guillem de Llívia comme un prêtre ou un étudiant parti de Toulouse pour le pèlerinage de Saint-Jacques-de-Compostelle au XIe siècle. Malade et se sentant près de mourir alors qu'il passe à Isòvol (Basse-Cerdagne), il demande où se trouve la plus proche chapelle dédiée à saint Jacques le Majeur. Il se rend alors à la chapelle d'une ferme située à Sant Jaume d'Alf, hameau aujourd'hui appelé Mas Revellat et situé entre les hameaux de All (ca) et Olopte (ca), tous deux à plus de 1 000 mètres d'altitude. Arrivé en cet endroit, il y meurt. 
Certaines versions lui prêtent divers miracles avant son décès.

## Vénération
Guillem de Llívia est enterré au cimetière de Sant Jaume d'Alf. Après un certain temps une lumière resplendit sur sa tombe puis une dame aveugle venue le prier aurait retrouvé la vue. Le seigneur local fait alors transporter sa dépouille à Llívia, tandis que sa tête reste à Sant Jaume d'Alf. L'église de Sant Guillem de la Prada est ensuite construite pour abriter ses reliques. Remaniée par la suite, l'église aujourd'hui dédiée à la Vierge Marie, est devenue l'église paroissiale de Llívia. La chapelle de Sant Jaume d'Alf a quant à elle disparu.
Saint Guillem est traditionnellement représenté en habit d'évêque et fêté le 25 juin. À Llívia, la fête a lieu chaque troisième dimanche de juin.
Il pourrait s'agir du Guillem vénéré à l'ermitage Saint-Guillem de Combret en Vallespir.